# Lijst van beschermd erfgoed in Hamoir
Onderstaande tabel geeft een overzicht van de beschermde erfgoederen in de gemeente Hamoir. Het beschermd erfgoed maakt deel uit van het cultureel erfgoed in België.
| Object                                                                                                | Bouwjaar/architect | Deelgemeente | Adres                          | Coördinaten                   | Nummer?                | Afbeelding                                           |
| --- | ------------------ | ------------ | ------------------------------ | ----------------------------- | ---------------------- | ---------------------------------------------------- |
| Ensemble van calvarie, twee lindes, genaamd "Es Thier"                                                |                    |              | Hamoir                         | 50° 25' 44" NB, 5° 31' 42" OL | 61024-CLT-0002-01 Info |                                                      |
| Huis Senny                                                                                            |                    |              | place du Tilleul n°95, Filot   | 50° 25' 36" NB, 5° 34' 1" OL  | 61024-CLT-0003-01 Info | Huis Senny                                           |
| Kerk Saint-Pierre de Xhignesse                                                                        |                    |              | Hamoir                         | 50° 26' 11" NB, 5° 32' 37" OL | 61024-CLT-0004-01 Info | Kerk Saint-Pierre de Xhignesse                       |
| Het gebouw van de molen Bloquay in Hamoir met de raden, de mechanica in hout, zijn wiel en het bereik |                    |              |                                | 50° 27' 14" NB, 5° 31' 43" OL | 61024-CLT-0008-01 Info |                                                      |
| Sit van "Rochers de la Vierge" en "Vallon de Bléron"                                                  |                    |              |                                | 50° 26' 40" NB, 5° 33' 48" OL | 61024-CLT-0009-01 Info | Sit van "Rochers de la Vierge" en "Vallon de Bléron" |
| Laan van kastanjebomen                                                                                |                    |              | chemin de Hamoir Lassus, Filot | 50° 25' 1" NB, 5° 31' 53" OL  | 61024-CLT-0010-01 Info |                                                      |